# Geolycosa timorensis
Geolycosa timorensis este o specie de păianjeni din genul Geolycosa, familia Lycosidae. A fost descrisă pentru prima dată de Thorell, 1881. Conform Catalogue of Life specia Geolycosa timorensis nu are subspecii cunoscute.